# Ellen Hidding

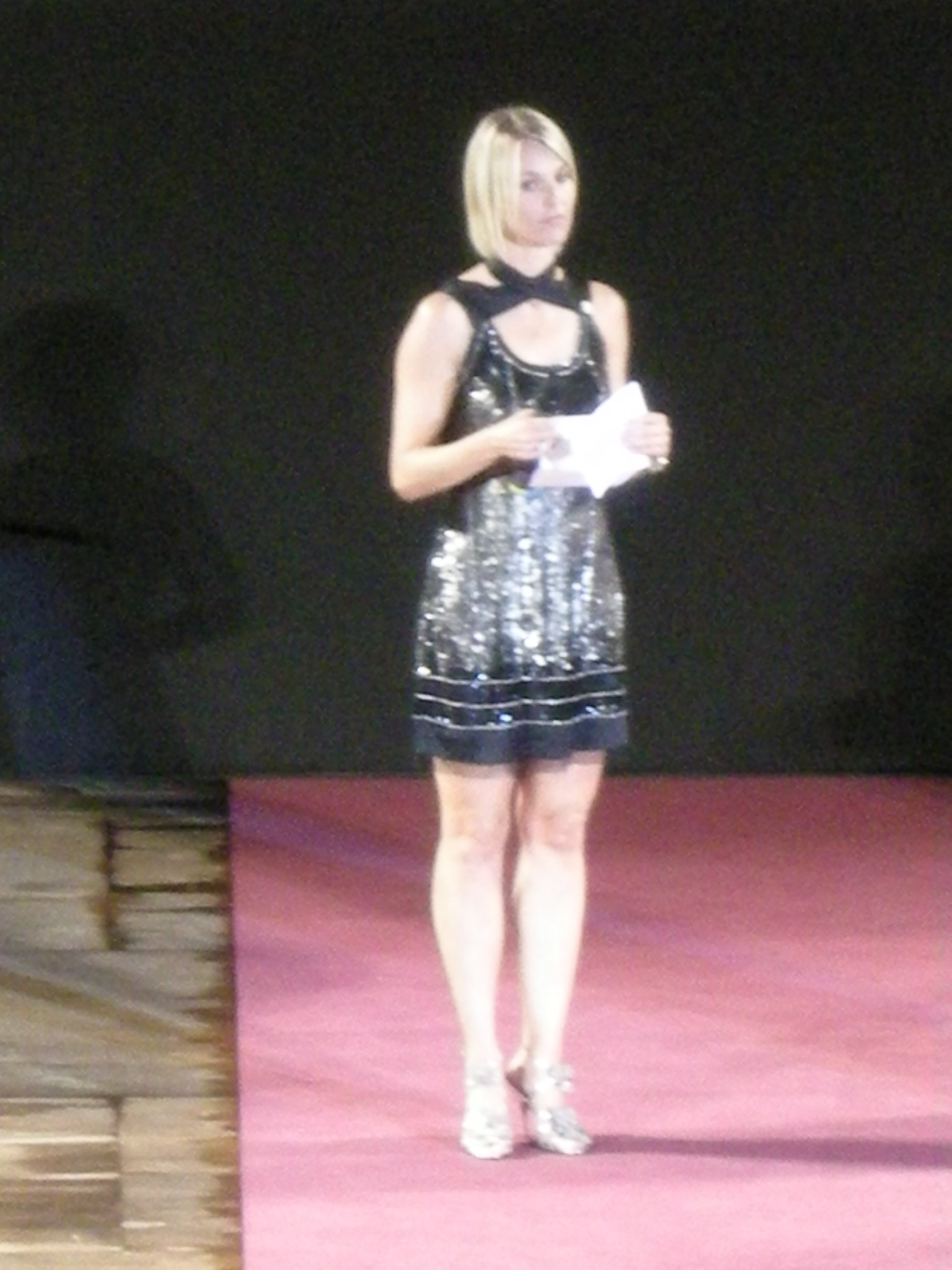
Ellen Hidding (2009)

Ellen Hidding (Winschoten, 21 november 1972) was als vijftienjarige Nederlands zwemkampioen. 
Aanvankelijk werkte ze als model in Nederland en voor reclame in Israël, maar haar doorbraak kwam in Italië.

## Televisie- en filmcarrière
Ellens tv-debuut was van 1997 tot 1998 en 2000 het presenteren van Mai dire Gol ((nl)  ‘Zeg nooit goal’) samen met Alessia Marcuzzi.
Een jaar later als assistente van wijlen Mike Bongiorno in het Canale 5-zaterdagavondprogramma Momenti di gloria 
en ook radio met onder anderen Fabio De Luigi, Mago Forrest en Alessia Mancini op de vroege vrijdagavond begin 21e eeuw.  
In 2002 speelde ze een rol in de film Tutti gli uomini del deficiente van de Gialappa's Band. Nog steeds presenteert ze
diverse programma's, zoals het culinaire MelaVerde (groene appel) met Edoardo Raspelli in het weekend. 
Van 2010 tot 2012 op Rete4, daarna Canale 5. In 2014 wordt ze het gezicht van Leerdammer kaas.

## Kinderboekenschrijfster
In 2010 publiceert ze naast het programma numero zero (‘nummer nul’) van het Zelig-team te presenteren, een  365 kinderverhalen 
bevattende bundel met Stefano.

## Privéleven
Met haar partner Roberto Cozzi heeft ze een dochter.